# Diocesi di Bapara
La diocesi di Bapara (in latino: Dioecesis Baparensis) è una sede soppressa e sede titolare della Chiesa cattolica.

## Storia
Bapara, forse nei pressi del promontorio di Ksila nell'odierna Algeria, è un'antica sede episcopale della provincia romana della Mauritania Cesariense.
Unico vescovo conosciuto di questa diocesi africana è Vincemalus, il cui nome appare al 98º posto nella lista dei vescovi della Mauritania Cesariense convocati a Cartagine dal re vandalo Unerico nel 484; Vincemalus, come tutti gli altri vescovi cattolici africani, fu condannato all'esilio. Il nome Vincemalus sembra derivare da una frase di san Paolo nella lettera ai Romani: Vincere in bono malum.
Dal 1933 Bapara è annoverata tra le sedi vescovili titolari della Chiesa cattolica; dal 6 maggio 2015 il vescovo titolare è Valentin Cabbigat Dimoc, vicario apostolico di Bontoc-Lagawe.

## Cronotassi

### Vescovi residenti
- Vincemalus † (menzionato nel 484)

### Vescovi titolari
- Javier Miguel Ariz Huarte, O.P. † (21 febbraio 1952 - 30 settembre 1995 deceduto)
- Rafael Ramón Conde Alfonzo † (2 dicembre 1995 - 21 agosto 1997 nominato vescovo coadiutore di La Guaira)
- Richard John Garcia † (25 novembre 1997 - 19 dicembre 2006 nominato vescovo di Monterey)
- Jacob Barnabas Chacko Aerath, O.I.C. † (7 febbraio 2007 - 26 marzo 2015 nominato eparca di San Giovanni Crisostomo di Gurgaon)
- Valentin Cabbigat Dimoc, dal 6 maggio 2015